# Euphaedra (Euphaedrana) justitia
La Euphaedra (Euphaedrana) justitia (llamada además Euphaedra (Euphaedrana) justicia) es una especie de  mariposa, de la familia Nymphalidae,  subfamilia Limenitidinae, tribu Adoliadini, pertenece al género Euphaedra, subgénero (Euphaedrana).

## Localización
Esta especie de mariposa se encuentra distribuida en Camerún, Nigeria y Gabón (África). 